# Tossal del Senyor (Ribera d'Ondara)
El Tossal del Senyor és una muntanya de 688 metres que es troba al municipi de la Ribera d'Ondara, a la comarca catalana de la Segarra.